# Ittlinger Mühle
Ittlinger Mühle ist ein Wohnplatz der Gemeinde Simmelsdorf im Landkreis Nürnberger Land (Mittelfranken, Bayern).

## Geografie
Die Einöde befindet sich etwa fünf Kilometer nordnordöstlich von Simmelsdorf und liegt auf einer Höhe von 434 m ü. NHN.

## Geschichte
Durch die zu Beginn des 19. Jahrhunderts im Königreich Bayern durchgeführten Verwaltungsreformen wurde Ittlinger Mühle zum Bestandteil der Ruralgemeinde Wildenfels. Im Zuge der Gebietsreform in Bayern wurde Ittlinger Mühle zusammen mit der gesamten Gemeinde Wildenstein am 1. Januar 1978 in die Gemeinde Simmelsdorf eingegliedert. Im Jahr 2016 zählte Ittlinger Mühle neun Einwohner.

## Verkehr
Die Anbindung an das öffentliche Straßenverkehrsnetz erfolgt durch die im Tal des Ittlinger Baches verlaufende Kreisstraße LAU 2.

## Wirtschaft
Der Ort wird dominiert durch einen Steinbruch der H. Geiger Stein- und Schotterwerke.